# Симо Тодоровић
Симо Тодоровић (Драготина, код Глине, 1907 — Загреб, 2010) био је учесник Народноослободилачке борбе и друштвено-политички радник СР Хрватске.

## Биографија
Рођен 1907. године у селу Драготина на Банији.
Послије завршене основне школе у родном селу, два пута је био у Сједињеним Америчким Државама, одакле се враћа почетком тридесетих година двадесетог вијека.
Године 1939. постаје члан Комунистичке партије Југославије. По дизању устанка на Банији 1941. године, обављо је низ функција у партизанској војсци, а априла 1943. постаје предсједник Окружног Народноослободилачког одбора за Банију. Учествао је и на Другом засједању АВНОЈ-а.
Послије рата, био је министар у Влади НР Хрватске (у периоду од 1947. до 1952. године), те предсједник котара Глина и Сисак. Био је и посланик у Сабору СР Хрватске и Савезној скупштини у више мандата.
Живео је у Загребу.